# Hrvatski Nogometni Klub Rijeka 2018-2019
Questa voce raccoglie le informazioni riguardanti il Hrvatski Nogometni Klub Rijeka nelle competizioni ufficiali della stagione 2018-2019.

## Stagione
In 1.HNL il Rijeka ebbe un inizio altalenante: dopo aver vinto tre delle prime quattro partite, ebbe una crisi di risultati (quattro pareggi e due sconfitte nelle successive sei) che portò alle dimissioni del tecnico sloveno Matjaž Kek, sostituito da Igor Bišćan. Sotto il nuovo tecnico la squadra si risollevò ottenendo otto vittorie e un pareggio nelle successive nove partite tra campionato e coppa nazionale, arrivando alla sosta invernale al terzo posto a dodici punti dalla vetta occupata dalla Dinamo. Tuttavia nella seconda parte della stagione, i numerosi infortuni misero in difficoltà il Rijeka, costringendo l'allenatore a puntare sui giovani. Il Rijeka riuscì comunque a classificarsi al secondo posto, seppur distaccato di ben venticinque punti in classifica dalla Dinamo Zagabria che vinse così l'ennesimo titolo nazionale con netto anticipo. In compenso il club vinse la sua quinta Coppa di Croazia battendo in finale proprio la Dinamo Zagabria. In Europa League la compagine fu eliminata al terzo turno preliminare dai norvegesi del Sarpsborg.

## Rosa
Aggiornata al 10 febbraio 2019
| N. |                                 | Ruolo | Calciatore                                      |
| -- | ------------------------------- | ----- | ----------------------------------------------- |
| 2  | Croazia (bandiera)              | D     | Filip Braut                                     |
| 3  | Croazia (bandiera)              | D     | Petar Mamić                                     |
| 4  | Croazia (bandiera)              | D     | Roberto Punčec                                  |
| 6  | Croazia (bandiera)              | C     | Ivan Lepinjica                                  |
| 7  | Bosnia ed Erzegovina (bandiera) | C     | Zoran Kvržić                                    |
| 8  | Croazia (bandiera)              | C     | Tibor Halilović                                 |
| 11 | Croazia (bandiera)              | A     | Matej Vuk                                       |
| 12 | Croazia (bandiera)              | P     | Simon Sluga                                     |
| 13 | Croazia (bandiera)              | D     | Dario Župarić                                   |
| 14 | Ghana (bandiera)                | C     | Boadu Maxwell Acosty                            |
| 16 | Croazia (bandiera)              | C     | Adrian Liber                                    |
| 17 | Croazia (bandiera)              | A     | Antonio Čolak (in prestito dal 1899 Hoffenheim) |
| 18 | Croazia (bandiera)              | A     | Robert Murić                                    |
| 19 | Austria (bandiera)              | D     | Mario Pavelić                                   |
| 20 | Austria (bandiera)              | A     | Alexander Gorgon (capitano)                     |

| N. |                                 | Ruolo | Calciatore         |
| -- | ------------------------------- | ----- | ------------------ |
| 21 | Croazia (bandiera)              | A     | Jakov Puljić       |
| 22 | Croazia (bandiera)              | C     | Denis Bušnja       |
| 23 | Croazia (bandiera)              | A     | Josip Mitrović     |
| 24 | Croazia (bandiera)              | C     | Domagoj Pavičić    |
| 25 | Croazia (bandiera)              | P     | Ivor Pandur        |
| 26 | Portogallo (bandiera)           | D     | João Escoval       |
| 27 | Croazia (bandiera)              | D     | Ivan Tomečak       |
| 28 | Croazia (bandiera)              | D     | Ivan Smolčić       |
| 29 | Montenegro (bandiera)           | D     | Momčilo Raspopović |
| 31 | Croazia (bandiera)              | C     | Luka Capan         |
| 32 | Croazia (bandiera)              | P     | Andrej Prskalo     |
| 33 | Macedonia del Nord (bandiera)   | D     | Darko Velkovski    |
| 36 | Croazia (bandiera)              | D     | Hrvoje Smolčić     |
| 44 | Bosnia ed Erzegovina (bandiera) | C     | Stjepan Lončar     |
| 77 | Macedonia del Nord (bandiera)   | A     | Milan Ristovski    |

## Risultati

### HT Prva liga
| Arbitro: | Igor Križarić (Čakovec) |

|                         |           |  |
| Pavičić 20’ Pavelić 27’ | Marcatori |  |

| Arbitro: | Dalibor Mlakar (Zagabria) |

|                                     |           |  |
| Acosty 4’ Gorgon 64’, 65’ Héber 77’ | Marcatori |  |

| Arbitro: | Igor Pajač (Sveti Ivan Zelina) |

|            |           |                   |
| Puljić 62’ | Marcatori | 87’ (rig.) Caktaš |

| Arbitro: | Tihomir Pejin (Donji Miholjac) |

|              |           |                       |
| Petrović 23’ | Marcatori | 30’ Župarić 37’ Čolak |

| Arbitro: | Marko Matoc (Zaprešić) |

|                    |           |                          |
| Héber 4’, 30’, 79’ | Marcatori | 3’, 17’ Mierez 81’ Regan |

| Arbitro: | Duje Strukan (Spalato) |

|                |           |                |
| Gavranović 32’ | Marcatori | 38’ Raspopović |

| Arbitro: | Fran Jović (Zagabria) |

|           |           |            |
| Héber 57’ | Marcatori | 64’ Bočkaj |

| Arbitro: | Duje Strukan (Spalato) |

|                           |           |  |
| Datković 26’ Kastrati 71’ | Marcatori |  |

| Fiume 30 settembre 2018, ore 19:00 CEST (UTC+2) 9ª giornata | Rijeka                    | 0 – 0 referto | Slaven Belupo | Rujevica (4 320 spett.)\| Arbitro: \| Dalibor Mlakar (Zagabria) \| |
| Arbitro:                                                    | Dalibor Mlakar (Zagabria) |               |               |                                                                    |

| Arbitro: | Fran Jović (Zagabria) |

|                            |           |                     |
| Zwoliński 54’ Atiemwen 80’ | Marcatori | 45+1’ (rig.) Puljić |

| Arbitro: | Mario Zebec (Cestica) |

|             |           |                |
| Solomon 84’ | Marcatori | 11’, 63’ Čolak |

| Arbitro: | Tihomir Pejin (Donji Miholjac) |

|                 |           |                   |
| Said 28’ (rig.) | Marcatori | 50’ (rig.) Gorgon |

| Arbitro: | Josip Lučić (Vinkovci) |

|                                                       |           |              |
| Gorgon 19’ (rig.) Héber 45’, 70’ Čolak 55’ Puljić 83’ | Marcatori | 28’ Pantalon |

| Arbitro: | Goran Gabrilo (Spalato) |

|                  |           |                     |
| Perić-Komšić 88’ | Marcatori | 7’ Čolak 35’ Kvržić |

| Arbitro: | Tihomir Pejin (Donji Miholjac) |

|           |           |  |
| Čolak 64’ | Marcatori |  |

| Arbitro: | Mario Zebec (Cestica) |

|          |           |                |
| Šorša 8’ | Marcatori | 43’, 55’ Čolak |

| Arbitro: | Igor Pajač (Sveti Ivan Zelina) |

|                           |           |  |
| Héber 13’, 77’ Kvržić 60’ | Marcatori |  |

| Arbitro: | Domagoj Vučković (Zagabria) |

|                   |           |            |
| Bačelić-Grgić 85’ | Marcatori | 48’ Acosty |

| Arbitro: | Dario Bel (Osijek) |

|           |           |                                                 |
| Acosty 6’ | Marcatori | 30’ (rig.) Zwoliński 57’ Dvorneković 87’ Maloča |

| Arbitro: | Tihomir Pejin (Donji Miholjac) |

|  |           |                            |
|  | Marcatori | 66’, 74’ Puljić 69’ Lončar |

| Fiume 16 febbraio 2019, ore 17:30 CET (UTC+1) 21ª giornata | Rijeka                | 0 – 0 referto | Hajduk Spalato | Rujevica (6 527 spett.)\| Arbitro: \| Fran Jović (Zagabria) \| |
| Arbitro:                                                   | Fran Jović (Zagabria) |               |                |                                                                |

| Arbitro: | Marko Matoc (Zaprešić) |

|                               |           |                                              |
| Vuco 15’ (rig.) Juranović 81’ | Marcatori | 41’ (rig.), 60’ Gorgon 43’ Acosty 78’ Puljić |

| Arbitro: | Duje Strukan (Spalato) |

|                        |           |  |
| Gorgon 43’ Murić 90+2’ | Marcatori |  |

| Arbitro: | Marko Matoc (Zaprešić) |

|                                   |           |           |
| Gavranović 42’ Perić 57’ Moro 69’ | Marcatori | 6’ Puljić |

| Arbitro: | Igor Pajač (Sveti Ivan Zelina) |

|                                        |           |           |
| Halilović 10’ Lepinjica 29’ Puljić 85’ | Marcatori | 82’ Ejupi |

| Arbitro: | Mario Zebec (Cestica) |

|                 |           |                       |
| Majstorović 49’ | Marcatori | 20’ Gorgon 72’ Puljić |

| Arbitro: | Dalibor Mlakar (Zagabria) |

|                      |           |  |
| Murić 21’ Puljić 69’ | Marcatori |  |

| Arbitro: | Ivan Vučković (Zagabria) |

|            |           |  |
| Lovrić 48’ | Marcatori |  |

| Arbitro: | Ivan Vučković (Zagabria) |

|                                                                         |           |  |
| Halilović 27’ Puljić 41’, 44’ (rig.), 88’, 90+1’ Acosty 48’ Pavičić 58’ | Marcatori |  |

| Arbitro: | Fran Jović (Zagabria) |

|                                    |           |  |
| Jurić 2’ Barry 30’ Caktaš 45’, 50’ | Marcatori |  |

| Arbitro: | Tihomir Pejin (Donji Miholjac) |

|                                 |           |                |
| Lončar 35’ Puljić 39’ Čolak 69’ | Marcatori | 44’ Lisakovich |

| Arbitro: | Goran Gabrilo (Spalato) |

|  |           |                                                                 |
|  | Marcatori | 28’, 49’ Pavičić 36’, 62’ Čolak 67’ Acosty 69’ Puljić 90’ Capan |

| Fiume 11 maggio 2019, ore 19:00 CEST (UTC+2) 33ª giornata | Rijeka                | 0 – 0 referto | Dinamo Zagabria | Rujevica (5 543 spett.)\| Arbitro: \| Mario Zebec (Cestica) \| |
| Arbitro:                                                  | Mario Zebec (Cestica) |               |                 |                                                                |

| Arbitro: | Fran Jović (Zagabria) |

|                |           |           |
| Marić 24’, 48’ | Marcatori | 11’ Čolak |

| Arbitro: | Igor Pajač (Sveti Ivan Zelina) |

|           |           |  |
| Murić 36’ | Marcatori |  |

| Arbitro: | Dalibor Mlakar (Zagabria) |

|             |           |            |
| Plantak 57’ | Marcatori | 64’ Acosty |

Fonte: Federazione calcistica croata

### Coppa di Croazia
| Arbitro: | Ante Čuljak (Zagabria) |

|  |           |                                                                        |
|  | Marcatori | 18’, 29’, 75’, 80’, 87’ Čolak 35’ Bušnja 40’ Pavičić 43’, 89’ Čanađija |

| Arbitro: | Ivan Vučković (Zagabria) |

|           |           |                       |
| Benko 27’ | Marcatori | 4’ Puljić 90+3’ Čolak |

| Arbitro: | Damir Batinić (Osijek) |

|              |           |                      |
| Radonjić 19’ | Marcatori | 54’ Héber 65’ Gorgon |

| Arbitro: | Mario Zebec (Cestica) |

|                |           |                      |
| Brezovec 90+1’ | Marcatori | 30’ Murić 86’ Lončar |

| Arbitro: | Damir Batinić (Osijek) |

|           |           |                                    |
| Oršić 64’ | Marcatori | 13’ Čolak 39’ Halilović 85’ Kvržić |

Fonte: Federazione calcistica croata

### UEFA Europa League
| Arbitro: | Kevin Clancy |

|                  |           |            |
| Zachariassen 72’ | Marcatori | 83’ Gorgon |

| Arbitro: | Donatas Rumšas |

|  |           |               |
|  | Marcatori | 83’ Mortensen |

Fonte: uefa.com